# Oleh Omeltjuk
Oleh Omeltjuk, född 7 juni 1983 i Velyki Selyshcha i Sovjetunionen, är en ukrainsk sportskytt.
Han blev olympisk bronsmedaljör i luftpistol vid sommarspelen 2020 i Tokyo.